# Aftermath (album d'Hillsong United)
Pour les articles homonymes, voir Aftermath.
Albums de Hillsong United
Across the Earth: Tear Down the Walls
(2009) Aftermath: Live in Miami
(2012)
Aftermath est le second album studio de rock chrétien du groupe Australien Hillsong United. La production de cet album débute en mars 2010 chez les Studios 301 à Sydney, en Australie. L'album est annoncé le 10 novembre 2010, et sortit en février l'année suivante. Hillsong United fit une tournée aux États-Unis et au Canada en février et mars 2011 tout en promouvant leur nouvel album,.

## Historique
À l'origine, Hillsong United avait pour projet de sortir deux albums intitulés "Across the Earth" avec une sortie studio en septembre 2010, mais le projet a été abandonné.  Puis il a été révélé qu'en mars 2010, Hillsong United travaillait en studio sur la première partie de leur dernier album. 
Le 25 mai 2010, la production de la seconde partie de l'album fut confirmé, après trois semaines de travail en studios.
Pendant une émission télé de Hillsong Backstage, à la conférence d'Hillsong en 2010, il a été convenu que l'album sortirai bien  en février 2011. Sur le site web d'Hillsong, un photo shoot a été mis en place pendant trois jours dans plus de dix emplacements différents afin de créer la collection de photos de l'album ainsi que son illustration,. Finalement, L'album sera disponible le 15 janvier 2011 sur le net, exactement un mois avant la sortie prévue de l'album, à cause d'une erreur de la part de l'iTunes store des États-Unis .

## Liste des pistes
Liste des pistes
1. Take Heart (Joel Houston) Worship Leader: Joel Houston – 7 min 37
2. Go (also called Giving It All Away') (Matt Crocker) Worship Leader: Matt Crocker – 3 min 37
3. Like an Avalanche (Dylan Thomas & Joel Houston) Worship Leader: Jill McCloghry – 4 min 24
4. Rhythms of Grace (Chris Davenport & Dean Ussher) Worship Leader: David Ware – 5 min 44
5. Aftermath (Joel Houston) Worship Leader: Marty Sampson – 5 min
6. B.E. [Interlude] (2 min 54)
7. Bones (Jill McCloghry & Joel Houston) Worship Leader: Jill McCloghry – 6 min 16
8. Father (Joel Houston) Worship Leader: Joel Houston – 6 min 51
9. Nova (Joel Houston, Matt Crocker & Michael Guy Chislett) Worship Leader: Matt Crocker – 5 min 45
10. Light Will Shine (Matt Crocker & Marty Sampson) Worship Leader: Jonathon Douglass – 3 min 36
11. Search My Heart (Joel Houston & Matt Crocker) Worship Leader: Matt Crocker – 6 min 05
12. Awakening (Reuben Morgan & Chris Tomlin) Worship Leader: Jad Gillies – 7 min 11
13. Search My Heart (Radio Version) (Joel Houston & Matt Crocker) Worship Leader: Jad Gillies – 3 min 55

## Classements
| Chart (2011)                        | Peak position |
| ----------------------------------- | ------------- |
| Australian ARIA Albums Chart        | 4             |
| New Zealand Albums Chart            | 12            |
| U.S. Billboard Christian Albums     | 1             |
| U.S. Billboard 200                  | 17            |
| U.S. Billboard Digital Albums       | 5             |
| Australia iTunes Top Albums Chart   | 1             |
| New Zealand iTunes Top Albums Chart | 1             |
| U.S. iTunes Top Albums Chart        | 4             |
| Canadian Albums Chart               | 32            |